# 努克广场站
努克广场站（丹麥語：Nuuks Plads Station）是哥本哈根地铁3号线的一座地下车站。位于丹麦首都哥本哈根诺勒布罗狩猎路努克广场地下，并因此而得名。属于第2收费区。 2019年9月29日随哥本哈根地铁3号线其余16座地铁站一同启用。